# Clarksburg, Massachusetts
Clarksburg är en kommun (town) i Berkshire County i delstaten Massachusetts, USA med cirka 1 686 invånare (2000). Den har enligt United States Census Bureau en area på 33,3 km².